# Eduardo Barrón y Ramos de Sotomayor
Eduardo Barrón y Ramos de Sotomayor (Corral Falso de Macuriges, Matanzas, Capitanía General de Cuba; 7 de septiembre de 1888-Madrid; 13 de enero de 1949) fue un militar, pionero de la aviación española. 
En diciembre de 1913 se convirtió en el primer piloto de la historia mundial que lanzó desde un avión bombas específicamente diseñadas para ello, en misión de combate sobre el norte de África. Excelente piloto, es sin embargo más recordado por su capacidad técnica para el desarrollo y construcción de aviones, y por sus esfuerzos para desarrollar la industria aeronáutica de España.

## Biografía

### Carrera militar
Aprobó el ingreso en las academias de artillería e ingenieros en 1902, decantándose por esta última de la que regresó en 1907 como primer teniente. En 1908 pasó destinado al Servicio Militar de Aerostación, en Guadalajara, donde inició su carrera aeronáutica a las órdenes del coronel Pedro Vives. En julio de 1909 consiguió su título de piloto de globo libre en el globo esférico Urano y, con su unidad participó en la llamada guerra de Melilla de los años 1909-1910, donde tendría una destacada actuación obteniendo sus dos primeras Cruces del Mérito Militar  con distintivo rojo.
Siendo teniente fue seleccionado para el Primer Curso Militar de Vuelo en el que se formarían los primeros pilotos militares de aeroplano de España; los otros cuatro alumnos fueron los capitanes Kindelán, Herrera y Arrillaga, y el también Teniente Ortiz Echagüe; Barrón fue el segundo piloto por orden de suelta.
Ascendió a capitán en 1912, simultaneando sus misiones como piloto tanto de globo libre como de aeroplano, hasta el año siguiente en que quedaron separadas las ramas de Aeroestación y la de Aviación del Servicio de Aeronáutica Militar, quedando Barrón encuadrado en la segunda bajo las órdenes del jefe de la misma, el capitán Kindelán.
A finales de 1913 volvió al norte de África, concretamente al aeródromo de Tetuán, a cargo de la sección de aviones Lohner Pfeilflieger recientemente adquiridos en Austria. Después de algunos vuelos de reconocimiento, llevó a cabo junto al observador aéreo capitán Carlos Cifuentes Rodríguez el primer bombardeo de la historia utilizando bombas (Carbonit) específicamente diseñadas con ese fin, sobre el poblado de Ben Karrich, el 17 de diciembre de 1913. Barrón permanecería en al aeródromo de Tetuán, llegando a mandar su escuadrilla, hasta que en 1914 se le ordenó desplazarse a Madrid para hacerse cargo de la fabricación de aeroplanos.

### Cuatro Vientos
En 1915 adaptó los biplanos Lohner Pfeilflieger, denominando Flecha al nuevo modelo así surgido, que voló por primera vez en abril de ese año. Cuando se dispuso del motor Hispano Suiza de 140 CV, Barrón lo instaló en el Flecha, volando con esta combinación de célula y motor el 27 de julio ante el rey Alfonso XIII. Por otra parte, la empresa zaragozana Carde y Escoriaza fue encargada para la producción de una serie de otros doce Barrón Flecha que no estuvieron disponibles hasta finales de 1916, aunque algunas fuentes afirman que produjo 28 unidades entre 1915 y 1918.
A continuación Eduardo Barrón realizó una nueva adaptación del Flecha para mejorar la visibilidad del piloto, denominando al nuevo modelo Barrón W, equipado igualmente con motor Hispano Suiza. Se construyeron doce unidades en los talleres de Cuatro Vientos. Tras un viaje a Francia, donde pudo conocer el profundidad el avión Spad VII, realizó una versión del mismo que se denominaría España, con motor Hispano Suiza. La fábrica barcelonesa Pujol recibió el encargo para producir 12 Españas, pero por defectos de fabricación nunca llegaron a entrar en servicio.

### La Hispano

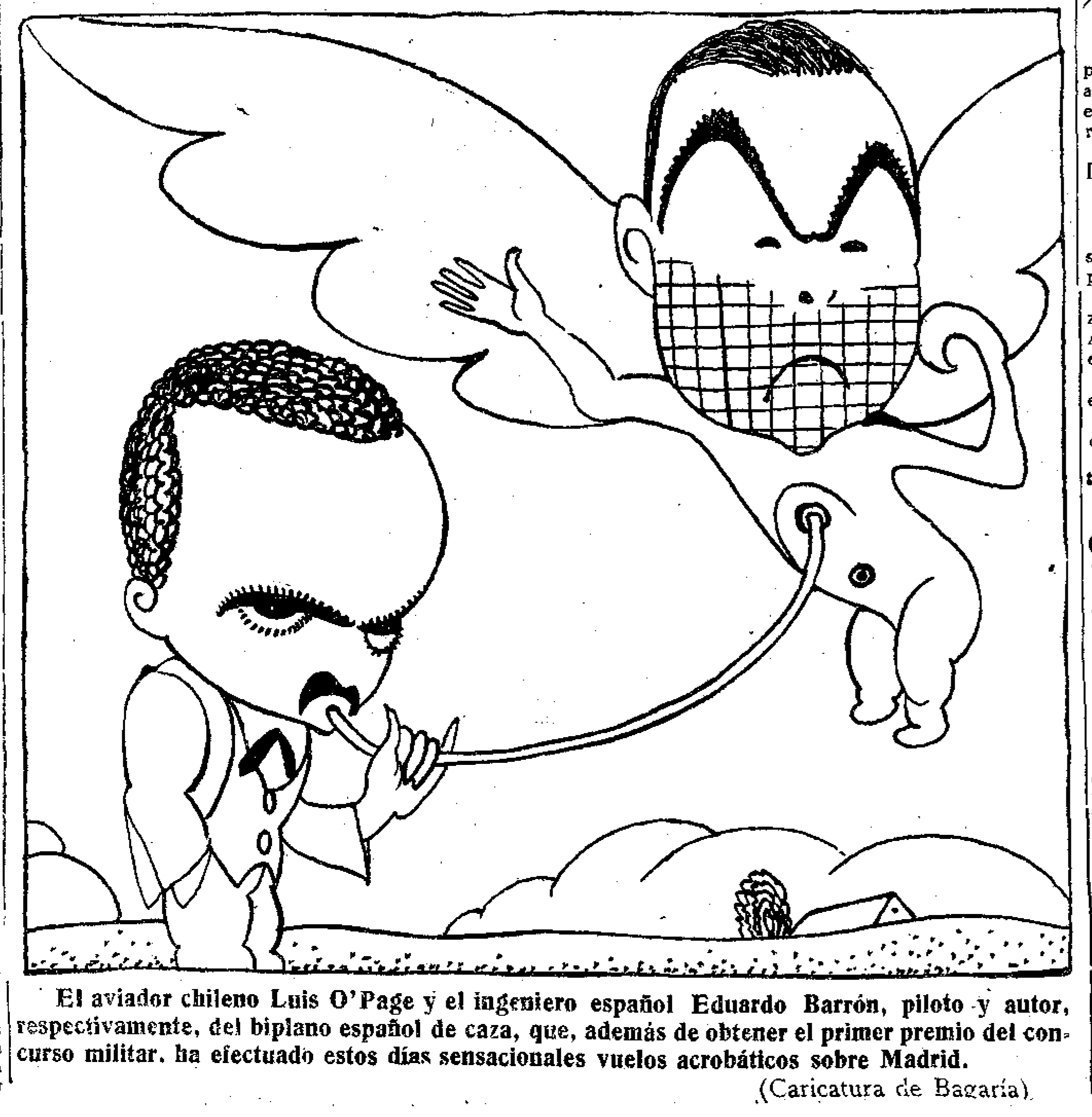
«El aviador chileno Luis O'Page y el ingeniero español Eduardo Barrón, piloto y autor, respectivamente, del biplano español de caza, que, además de obtener el primer premio del concurso militar, ha efectuado estos días sensacionales vuelos acrobáticos sobre Madrid» (El Sol, mayo de 1919).

La empresa Hispano Suiza de Barcelona, que ya fabricaba afamados motores de aviación, constituyó la sociedad La Hispano para fabricar material militar, contando además con una sección de aviación, a cuyo frente se puso Barrón en 1917, dejando temporalmente su carrera militar. En 1918 diseñó para La Hispano un avión de reconocimiento y otro de caza que participaron en un concurso de la Aeronáutica Militar. El stock de aviones excedentes de la I Guerra Mundial a precio de saldo, unido a su indudable evolución técnica durante el conflicto, evitó el pedido de aviones de serie a la industria nacional, con lo que La Hispano abandonó el diseño de aviones, pasando a producir modelos extranjeros bajo licencia.

### Talleres Loring
Barrón volvió a su profesión militar en 1920, y el 1 de enero del año siguiente se incorporó al aeródromo de Tablada en Sevilla, aunque en agosto, ya como Comandante, fue reclamado de nuevo a Cuatro Vientos para hacerse cargo de Talleres y Almacenes. En 1922 fue destinado a Sevilla como jefe de la Base Aérea, contrayendo matrimonio el 6 de octubre con Matilde de la Vega y Martínez de Mora. El 1 de enero de 1923 pasó nuevamente a la situación de supernumerario, esta vez para hacerse cargo en Cuatro Vientos de la dirección de la nueva fábrica de Loring, que había ganado un concurso para producir en España el biplaza de reconocimiento Fokker C.IV.
En Loring desarrolló el Loring R.I, un biplaza de reconocimiento y bombardero ligero, del que se construyeron 30 unidades para la Aviación Militar. Y poco después el Loring R.III, también de reconocimiento, equipado con motor Hispano Suiza de 450 CV, del que se pidieron nada menos que 110 ejemplares, que se fueron entregando a partir de 1929. Además de diseñar y construir sus propios aviones, los probaba en vuelo; desarrolló asimismo una importante labor como ingeniero jefe en la fábrica española de aviones Talleres Loring. Otros prototipos suyos son el Loring R-II, el caza Loring C-I, el Loring T.1 de escuela de transformación, el autogiro C.7 y la avioneta de turismo E.II, equipada con motor en estrella Elizalde A6 de 110 CV, y que con otro motor fue usada por Fernando Rein Loring en su primer viaje a Filipinas, en 1932.
En 1930 dejó su actividad por motivos de salud, al sufrir un derrame cerebral seguido de hemiplejía. Ello interrumpió los trabajos de construcción del Loring B.II, un bombardero hexamotor de características impresionantes para la época, con 4000 kg de carga útil. Tras acogerse a la reforma militar de Manuel Azaña se retiró del ejército en 1931, y este mismo año obtuvo su título de ingeniero aeronáutico, pues hasta entonces solo disponía el de especialista en aeronaves a pesar de los múltiples y exitosos aviones diseñados y construidos.

### Guerra Civil y posguerra
Barrón se desplazó a Sevilla en 1933, y en julio de 1936, al estallar la guerra civil española, se presentó ante el general Queipo de Llano, que le asignó misiones de adaptación de la industria civil para fines bélicos. Al crearse el Ministerio del Aire, Barrón ingresó como coronel y número 1 de la escala del Cuerpo de Ingenieros Aeronáuticos. Al nombrarle inspector de la Dirección General de Industria y Material, se desplazó de nuevo a Madrid en 1944, ascendiendo a General de Brigada en 1945. Falleció en Madrid en 1949, por las complicaciones de un nuevo derrame cerebral.